# 第16街浸信會教堂爆炸案
第16街浸信会教堂爆炸案是指1963年9月15日美國阿拉巴馬州伯明翰第16街浸信会教堂發生的一起爆炸事件。   當時許多非裔美國人民權運動參與者會聚集在第16街浸信会教堂參與民權活動，於是当地的三K党分会的四名成员準備破壞教堂。他們在教堂东侧的台阶下安放了19根與计时装置相連的矽藻土炸藥。 此次爆炸造成4名女孩死亡，14至22人受伤。
第16街浸會教堂爆炸案進一步推動了非裔美國人民權運動的發展，受此次事件影響，美國国会最終通过1964年民權法案 。 